# Leokadia Jaroszewicz
Leokadia Jaroszewicz (ur. 6 sierpnia 1926 w Kuźnicy zm. 23 listopada 2009) – polska biochemiczka, prof. dr hab.

## Życiorys
Urodziła się 6 sierpnia 1926 w Kuźnicy. W 1952 roku ukończyła studia w Akademii Medycznej w Lublinie. W roku 1951 rozpoczęła pracę jako asystent (do 1956 roku młodszy asystent, od 1956 do 1964 roku starszy asystent) w Zakładzie Chemii Fizjologicznej na świeżo utworzonej Akademii Medycznej w Białymstoku. W 1964 roku uzyskała doktorat w dziedzinie farmacji. Od 1964 do 1979 roku była adiunktem w Zakładzie Biochemii. Tak jak inni pracownicy wydziału (prof. Andrzej Różański i prof. Krzysztof Zwierz) awansowała na stanowisko kierownicze na Wydziale Farmaceutycznym niedługo po jego utworzeniu. W 1978 roku  habilitowała się. Rolę kierownika Zakładu Chemii Fizycznej na Wydziale Farmaceutycznym pełniła od 1979 do 1987 roku. Od 1981 do 1984 roku pełniła także rolę prodziekana wydziału. W 1987 roku została mianowana na stanowisko profesora zwyczajnego. 
Jest autorką i współautorką ponad 80 prac dotyczących głównie biochemii gruczołu tarczycy. Prowadziła badania wynikiem których było między innymi wyizolowanie, oczyszczenie i zbadanie enzymów: deaminazy adenozynowej, deaminazy AMP i 5'-nukleotydazy, degradujących nukleotydy adeniny w tarczycy. Wraz z Janiną Niedźwiecką zaprezentowały na XXVIII Zjeździe Polskiego Towarzystwa Biochemicznego w 1992 roku uzyskaną z tarczycy wieprzowej rozpuszczalną 5'nukleotydazę oraz jej właściwości kinetyczne.  
Jest także współautorką około 10 podręczników akademickich. 
Zmarła 23 listopada 2009 roku. Została pochowana na Cmentarzu Miejskim w Białymstoku.

## Odznaczenia
- Krzyż Zasługi;
- Krzyż Kawalerski Orderu Odrodzenia Polski[2].